# De brief voor de koning (boek)
De brief voor de koning is een gelauwerd jeugdboek geschreven door de Nederlandse schrijfster Tonke Dragt. Het boek kwam uit in 1962 en werd toen uitgegeven door uitgeverij Leopold. De auteur maakte ook de illustraties. Het boek werd in de loop der jaren in dertig talen uitgegeven. In het Nederlands kwam het tot meer dan vijftig drukken. 

## Samenvatting
Het boek speelt zich af lang geleden in de fictieve koninkrijken Dagonaut en Unauwen waarvan de vorsten dezelfde namen dragen.
Tiuri, zoon van Ridder Tiuri de Dappere, is zestien jaar en zal tot ridder worden geslagen. Het enige wat hij nog moet doen, na vier jaar de schildknaap van zijn vader te zijn geweest, is 24 uur in een kapel waken, waarbij hij voor niemand open mag doen. 
In de nacht wordt er op de deur geklopt door een man die om hulp roept. Tiuri maakt de deur open, tegen de regels in. De man geeft hem een brief die hij moet bezorgen aan Ridder Edwinem van Forèstèrra (de ‘Zwarte Ridder met het Witte Schild’). Als Tiuri de ridder vindt, is deze stervende, hij vertelt Tiuri nog net dat die de brief naar de koning van het buurland Unauwen moet brengen. Als teken geeft hij hem een bijzondere ring mee, die de koning van Unauwen hem had gegeven omdat hij een van zijn twaalf trouwste paladijnen was.
Onderweg naar de bergen in het rijk van koning Dagonaut komt Tiuri de Rode Ruiters tegen, die ridder Edwinem hebben vermoord. Tiuri moet zich schuilhouden en bij ontmoetingen met andere mensen is het telkens de vraag of hij ze kan vertrouwen én of zij hem zullen vertrouwen. Zo wordt iemand die hem eerst wilde vermoorden, later een metgezel. 
In de bergen zoekt hij de kluizenaar Menaures op, ridder Edwinem had dit aangeraden. Menaures stuurt de jonge Piak mee met Tiuri om hem over de bergen te gidsen. Piak gaat ook na de bergen met Tiuri mee het land van Unauwen in, omdat ze goede vrienden zijn geworden. Ook daar moeten zij nog verschillende gevaren doorstaan, waaronder de listige Slupor, de Tolheer van de Regenboog Rivier (die later ook een vriend wordt) en de boze Burgemeester van Dangria. 
Op een bepaald moment voelt Tiuri zich gedwongen de brief te vernietigen, nadat hij die eerst geopend en gelezen heeft. Eindelijk aangekomen bij de koning weet Tiuri de brief uit het hoofd voor te dragen, ondanks dat hijzelf de taal niet kent waarin de brief gesteld is. De brief blijkt te gaan over aanvalsplannen van een ander buurland; de koning is geschrokken, maar dankbaar voor de waarschuwing.
Tiuri ontvangt, ondanks dat hij is weggelopen, toch de ridderslag en het Witte Schild, en heet voortaan "Ridder Tiuri met het Witte Schild".

## Erkenning en prijzen

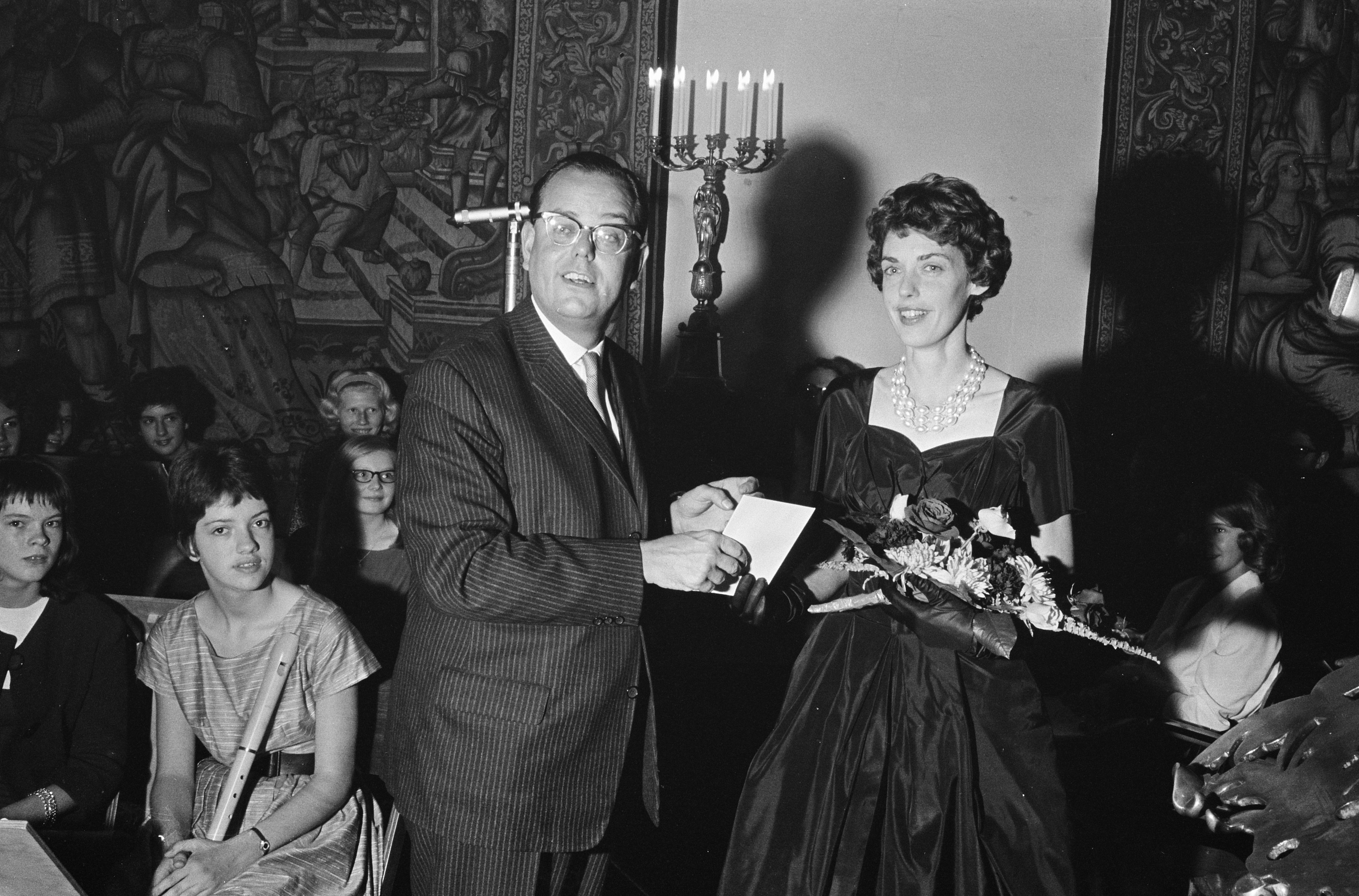
Prijs beste kinderboek 1963 door mr. L.B. van Ommen uitgereikt aan Tonke Dragt voor haar boek De brief voor de koning

In 1963 kreeg Dragt voor De brief voor de koning de onderscheiding voor het Kinderboek van het jaar, de voorloper van de Gouden en Zilveren Griffels.
In het jaar 2004 werd ter gelegenheid van de 50e Kinderboekenweek een bijzondere prijs uitgereikt: de juryleden vanaf 1955 tot en met 2004 stemden welke van alle Gouden Griffel-winnaars (tot en met 2004) het allerbeste was. De brief voor de koning ontving deze Griffel der Griffels.
Een bijzondere vorm van erkenning was ook de uitgave in het Engels in 2013 door het nieuwe fonds Pushkins Children's Books, dat ernaar streeft om buitenlandse klassiekers onder de aandacht van Britse kinderen te brengen. Na juichende kritieken in onder meer het dagblad The Guardian haalde The Letter for the King in diverse Britse kwaliteitskranten de lijst met beste kinderboeken van het jaar.

## Voortzettingen
Dragt heeft ook een vervolg geschreven: Geheimen van het Wilde Woud. Bovendien schreef zij enkele losstaande verhalen die zich afspelen in het Rijk van Unauwen. In Het gevaarlijke venster zijn twee sagen in het land van Unauwen te lezen, en andere verhalen over het land van Unauwen zijn te lezen in Het dansende licht.

## In andere media

### Musical
In seizoen 2007/2008 maakte de musical De brief voor de koning een tournee langs de Nederlandse theaters. De bewerking, liedteksten en de regie waren in handen van Dick van den Heuvel. De muziek is geschreven door Fons Merkies en Jan Tekstra. De cast bestond uit onder anderen Frits Lambrechts, Hanneke Last, Karel Simons, Simon Zwiers en Paul van Utrecht. Theo Terra was verantwoordelijk voor het toneelbeeld, en Sally Dyer voor de kostuums. De productie was in handen van Theater Terra en Stichting Beeldenstorm.

### Luisterboek
De brief voor de koning is ook uitgegeven als luisterboek van 17 uur op 14 cd's. Het voorleeswerk is gedaan door Willem Nijholt.
Ook Geheimen van het Wilde Woud is uitgegeven als luisterboek van 11 uur 52 min. Het voorleeswerk is gedaan door Victor Löw.

### Film
In 2008 verscheen de gelijknamige film, geregisseerd door Pieter Verhoeff.

### Serie
In juli 2018 verkocht Uitgeverij Leopold de internationale televisierechten van het boek aan de Britse producent FilmWave. Zij gingen voor streamingservice Netflix een Engelstalige serie van het boek maken, waarvan de opnamen in de tweede helft van 2018 in Nieuw-Zeeland van start gingen. Op 20 maart 2020 is de serie op Netflix gepubliceerd. De Netflixserie heeft hetzelfde uitgangspunt van een jonge schildknaap die een brief naar een koning moet brengen. Ook de namen zijn in de serie gelijk aan het boek. De serie kent echter veel verschillen waarbij het verhaal een modern fantasyverhaal is geworden gebaseerd op een magische machtsstrijd.

## Actie
In april 2021 werd een speciale uitgave van het boek aangeboden in het kader van de actie Geef een boek cadeau!. De prijs bedroeg 3,50 euro, de bedoeling was ook mensen met een kleiner budget te stimuleren om te lezen. Deze editie kwam binnen op de eerste plaats in De Bestseller 60.

## Bestseller 60
| Boeken met noteringen in de Nederlandse Bestseller 60 | Jaar van verschijnen | Datum van binnenkomst | Hoogste positie | Aantal weken | Opmerkingen                  |
| ----------------------------------------------------- | -------------------- | --------------------- | --------------- | ------------ | ---------------------------- |
| De brief voor de koning                               | 1962                 | 13-10-2004            | 16              | 15           | zachte kaft                  |
| De brief voor de koning                               | 2020                 | 01-04-2020            | 29              | 4            | Netflix-editie               |
| De brief voor de koning                               | 2017                 | 01-04-2020            | 60              | 1            | harde kaft                   |
| De brief voor de koning                               | 2021                 | 28-04-2021            | 1(2wk)          | 26           | Geef een boek cadeau!-editie |